# L'Isle-d'Abeau
L'Isle-d'Abeau är en kommun i departementet Isère i regionen Auvergne-Rhône-Alpes i sydöstra Frankrike. Kommunen ligger i kantonen L'Isle-d'Abeau som tillhör arrondissementet La Tour-du-Pin. År 2022 hade L'Isle-d'Abeau 17 096 invånare.

## Befolkningsutveckling
Antalet invånare i kommunen L'Isle-d'Abeau
Referens:INSEE